# Vermilingües
Els vermilingües (Vermilingua) constitueixen un subordre de mamífers, coneguts per la seva dieta a base de formigues i tèrmits. Conjuntament amb els peresosos, comprenen l'ordre dels pilosos.

## Classificació
ORDRE PILOSA
- Subordre Folivora (peresosos)
- Subordre Vermilingua
  - Família Cyclopedidae
    - Gènere Cyclopes
      - Cyclopes didactylus

  - Família Myrmecophagidae
    - Gènere Myrmecophaga
      - Myrmecophaga tridactyla (ós formiguer)

    - Gènere Tamandua
      - Tamandua mexicana (Tamàndua septentrional)
      - Tamandua tetradactyla (Tamàndua meridional)